# Kim Un-hyang (Eishockeyspielerin)
Kim Un-hyang (koreanisch 김운향; * 10. Dezember 1992) ist eine nordkoreanische Eishockeyspielerin.
Sie vertrat die nordkoreanische Frauennationalmannschaft bei den Weltmeisterschaften der Jahre zwischen 2014 und 2019 der Division IB und IIA.
Bei den Olympischen Winterspielen 2018 in Pyeongchang bildeten Nord- und Südkorea eine gemeinsame Eishockeymannschaft der Frauen. Kim Un-hyang gehörte als eine von zwölf Nordkoreanerinnen zum 35-köpfigen Kader.
Bei der Weltmeisterschaft 2024 erzielte Kim in fünf Spielen fünf Tore für die nordkoreanische Mannschaft.